# Cybaeus gassan
Cybaeus gassan är en spindelart som beskrevs av Kobayashi 2006. Cybaeus gassan ingår i släktet Cybaeus och familjen vattenspindlar. Inga underarter finns listade i Catalogue of Life.